# Fuglsanggårdsskolen
Fuglsanggårdsskolen er en almen folkeskole beliggende i Virum nord for Lyngby. Skolen er indviet i 1958 og udvidet flere gange, bl.a. med svømmehal i 1971. Skolen kan nu rumme tre spor for hver årgang. 
Fuglsanggårdsskolen havde i 2011 og 2013 en uofficiel placering som landets bedste skole, når man målte på elevernes karakterer.
Ideen til elevorganisationen De Uafhængige Elever (siden 2004 kendt som Danske Skoleelever) udtænktes i en fysiktime i januar 1978 af den daværende elevrådsformand for skolen, Pernille Strønæs.